# Notonykia
Notonykia is een geslacht van inktvissen uit de familie van de Onychoteuthidae.

## Soorten
- Notonykia africanae Nesis, Roeleveld & Nikitina, 1998
- Notonykia nesisi Bolstad, 2007